# Macquigny
Macquigny is een gemeente in het Franse departement Aisne (regio Hauts-de-France) en telt 389 inwoners (2005). De plaats maakt deel uit van het arrondissement Vervins.

## Geografie
De oppervlakte van Macquigny bedraagt 20,4 km², de bevolkingsdichtheid is 19,1 inwoners per km².
De onderstaande kaart toont de ligging van Macquigny met de belangrijkste infrastructuur en aangrenzende gemeenten.

## Demografie
Onderstaande figuur toont het verloop van het inwonertal (bron: INSEE-tellingen).
Vanwege een beveiligingsprobleem met de MediaWiki Graph-software is het momenteel niet mogelijk deze grafiek weer te geven. Zodra de software is bijgewerkt zal de grafiek vanzelf weer zichtbaar worden.